# Илья I
Илья I Мушатин (молд. Илиаш I; 1409—1448) — господарь Молдавского княжества в 1432—1433 и 1435—1436 годах, причём в 1436—1442 годах правил совместно с братом Стефаном II.

## Биография
Сын Александра I Доброго, Илья I вступил на молдавский престол после смерти отца. 
В 1433 году начинается борьба за трон между Ильёй и его братом Стефаном. В битве при Лолонь в Ясском цинуте Стефан побеждает Илью и после этого признаётся боярами правителем Молдавского княжества. Илья бежит в Польшу, где даёт вассальскую присягу Владиславу II Ягелло. 
В феврале 1434 года возвращается, намереваясь с польской помощью вернуть трон, но терпит поражение от Стефана II в битве при Дэрмэнешти в Сучавском цинуте. Молдавское боярство разделилось на сторонников Стефана и сторонников Ильи, в результате чего в 1435 году Стефан был признан господарём так называемой Нижней Страны (Цара-де-Жос), в которую входили города Бырлад, Текуч, Килия, Четатя-Албэ, а столицей стал Васлуй. 
Илья I остался правителем только Верхней Страны (Цара-де-Сус). В битве при Киперештах 8 марта 1436 года Стефан вновь побеждает Илью и они объявляются ассоциированными господарями, каждый из которых управляет только своей частью страны.
В 1439 и 1440 годах татары нападают на Молдавское княжество, поджигают города Васлуй и Бырлад. Слабые господари не смогли отразить эти нападения.
Протектор Ильи, польский король Владислав III, который недавно стал и королём Венгрии, погибает в битве с турками при Варне, и по приказу Стефана II Илье выкалывают глаза и отправляют в изгнание в Польшу, где он и умирает.